# Улица 50 лет НЛМК
Улица 50 лет НЛМК — улица в Октябрьском округе города Липецка. Проходит от улицы Механизаторов до улицы Неделина. Параллельно проходит улица Лутова.

## История
Улица образована 18 октября 1983 года и названа в честь 50-летия со дня образования Новолипецкого металлургического комбината.
Жилая застройка сосредоточена только на нечётной стороне (дома № 1—23). Там же есть общежитие НЛМК (дом № 15).
К 22 апреля 1984 года (дню рождения Ленина) на средства НЛМК был построен легкоатлетический манеж «Юбилейный» (арх. Ю. Д. Серов, инж. М. Н. Ципин). В нём проводились различные общероссийские и международные соревнования. Этот район города в народе даже получил название Манеж. В начале XXI века руководители НЛМК приняли решение избавиться от «Юбилейного» и в августе 2005 года его взорвали. Вопреки распространенной в народе версии, супермаркет Metro Cash&Carry был построен не на месте демонтированного спорткомплекса, а на пустыре рядом с ним.
Между улицей 50 лет НЛМК и рекой Воронежем в устье Липовки в 2006 году открыли пешеходную зону отдыха «Набережная».
В конце улицы на чётной стороне находится Петровский вещевой рынок.
В 2007 году открыли движение по улице 50 лет НЛМК от улицы Воровского до улицы Механизаторов; с тех пор она стала городской магистралью. Сразу после открытия сквозного движения по улице пустили автобус № 28.

## Транспорт
- к домам начала и середины улицы — авт. 12, 28, 359 ост.: «Ул. Воровского», «Улица 50 лет НЛМК», «Набережная».
- к концу улицы — авт. 12, 28, 359 ост.: «Металлургический колледж», «Автодор»; авт. 8, 17, 17а, 28, 33, 33а, 40, 40а, 308к, 317, 321, 325, 332, 343 ост.: «Петровский рынок».

## Адреса
- № 9 — филиал средней школы № 15
- № 11 — детский сад № 29
- № 5а, 13а, 19а — продуктовые магазины
- № 5а, 17 — парикмахерские